# Sarah Catherine Hook
Sarah Catherine Campbell Hook (Montgomery, Alabama; 21 de abril de 1995) es una actriz y cantante estadounidense. Protagonizó la película The Conjuring: The Devil Made Me Do It (2021). En televisión, es conocida por sus papeles en la serie sobrenatural de Netflix First Kill (2022), el drama de Prime Video Crueles intenciones (2024) y la tercera temporada de la serie de antología de comedia de HBO The White Lotus (2025).

## Primeros años
Hook nació en Montgomery, Alabama, y se crio allí. Asistió a la Academia Montgomery. Posteriormente, obtuvo una Licenciatura en Música en Interpretación Vocal con especialización en Ópera en SUNY Purchase College en 2017. También realizó un curso de actuación de verano con la Atlantic Theatre Company.

## Carrera
Hook ganó prominencia a través de su papel de Juliette Fairmont en la serie de fantasía adolescente de Netflix First Kill, que se estrenó en junio de 2022. Su siguiente proyecto fue The Ghost Trap, que se filmó en Maine y se basó en la novela de K. Stephens. Interpretó a Happy, un potencial interés amoroso del protagonista. En 2024, protagonizó un papel principal en la serie remake de Amazon Prime Video de 2024 de Cruel Intentions (1999). Actualmente, interpreta a Piper Ratliff en la tercera temporada de The White Lotus, en HBO.

## Filmografía

### Televisión
- Law & Order: Special Victims Unit (2019) como Meghan Gale (episodio «We Dream of Machine Elves»)
- NOS4A2 (2020) como Rikki
- Monsterland (2020) como Elena Milak
- Impeachment: American Crime Story (2021) como Catherine Allday Davis
- La primera muerte (2022) como Juliette Fairmont
- Crueles intenciones (2024) como Caroline Merteuil
- The White Lotus (2025) como Piper Ratliff

### Cine
- People We Meet on Vacation (2025) como Jocelyn
- The Ghost Trap (2024) como Happy
- Where Shall We Start (2024) como Diana
- The Conjuring: The Devil Made Me Do It (2021) como Debbie Glatzel
- Harbor from the Holocaust (2020)
- I Believe (2018)